# Patrick Gordon

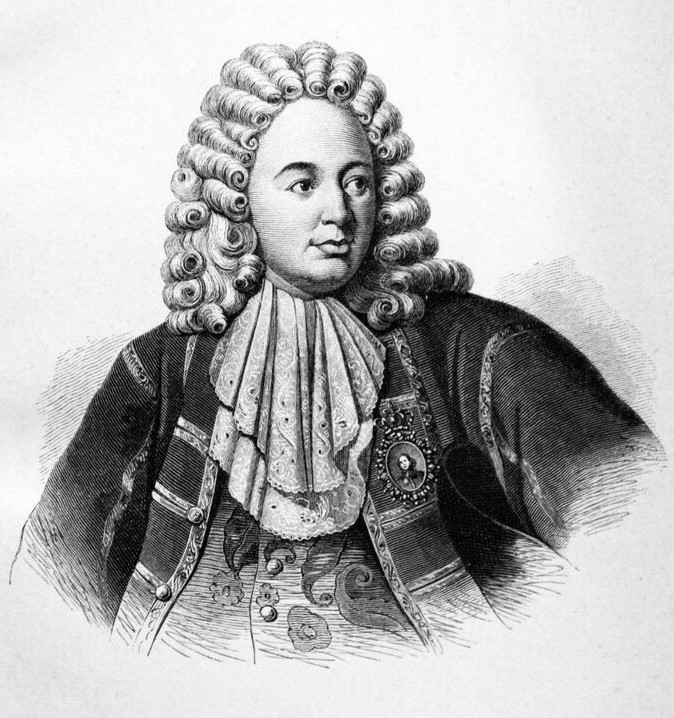
Patrick Gordon

Patrick Gordon (1635–1699) là một tướng nổi tiếng của Quân đội Hoàng gia Nga và người bạn thân với Pyotr Đại đế.

## Gốc gác
Patrick Gordon thuộc một gia đình tiếng tăm người Scotland và sùng bái đạo Tin Lành. Cuộc Nội chiến Anh khiến cho thời tuổi trẻ của ông bị rối rắm. Gia đình ông ủng hộ nhiệt thành hoàng gia, nhưng khi vua Charles I bị tử hình, tài sản gia đình bị tịch thu, ông không thể vào đại học hoặc quân ngũ. Ông đi ra nước ngoài để lập nghiệp ở tuổi 16. Ông được quân đội Thụy Điển tuyển dụng, lập nhiều chiến công, nhưng khi bị Ba Lan bắt làm tù binh, ông không ngần ngại phục vụ Ba Lan. Chạy sang hàng ngũ bên địch là chuyện bình thường đối với lính đánh thuê thời ấy – thỉnh thoảng thay đổi chủ nhân không phải là chuyện đáng xấu hổ. Vài tháng sau, ông bị Thụy Điển bắt, lại đổi chủ, rồi bị Ba Lan bắt, lại đổi chủ. Trước khi lên 25, ông đã đổi chủ 4 lần.

## Phục vụ cho nước Nga
Một nhà ngoại giao Nga đã gặp ông ở Thụy Điển và mời ông phục vụ quân đội Nga trong thời gian 3 năm, khởi đầu với quân hàm thiếu tá. Gordon chấp nhận và rồi, khi đến Moskva, mới biết thời gian quy định trong hợp đồng không có nghĩa lý gì cả: vì là sĩ quan, ông không được phép ra đi. Khi ông xin đi, bên Nga dọa sẽ kết án ông làm gián điệp cho Ba Lan và có thể đày ông đi Siberia. Sau thời gian tạm thời chấp nhận số phận của mình, ông hòa nhập vào cuộc sống tại Moskva. Nhanh chóng hiểu ra rằng cơ hội tốt nhất để thăng tiến là cưới một phụ nữ Nga, ông tìm được một người, rồi tạo dựng một gia đình.
Nhiều năm trôi qua, ông đã phục vụ Sa hoàng Aleksei I (cha của Pyotr), Sa hoàng Fyodor III (anh cùng cha khác mẹ của Pyotr) và Phụ chính Sofia Alekseyevna (chị cùng cha khác mẹ của Pyotr). Ông tham gia vào các trận chiến chống Ba Lan, các sắc tộc Thổ, Tatar và Bashkir. Ông được thăng lên cấp tướng và đã về thăm Anh và Scotland hai lần, sau khi người Nga đảm bảo nhân vật sáng giá này sẽ trở lại bằng cách giữ vợ con ông ở lại Moskva.
Năm 1686, vua James II của Anh đích thân yêu cầu Sofia chấm dứt nhiệm vụ của ông ở Nga để ông có thể về nước; Sofia từ chối, và trong một thời gian có thêm lời nói bóng gió về việc tiêu tan sự nghiệp và Siberia. Rồi James II gửi công văn thông báo muốn bổ nhiệm Gordon làm đại sứ ở Moskva; việc đề cử lại bị từ chối vì ông vẫn còn ở trong quân ngũ và sắp lên đường đi chinh chiến chống Tatar. Thế là, vào năm 1689, ở tuổi 54, được mọi người kính trọng, Gordon trở nên cực kỳ giàu có (lương 1000 rúp mỗi năm, trong khi lương của giáo sĩ Lutheran chỉ có 60), và là một nhân vật nổi danh ở Khu Ngoại ô Đức.

## Bạn của Pyotr Đại đế
Trong thời gian Pyotr Đại đế còn là thanh niên trẻ, Gordon mến thích Pyotr và thường giúp đỡ vị thanh niên trẻ này trong trò chơi tập trận giả.
Khi Pyotr tìm cách lật đổ người chị cùng cha khác mẹ của ông, Công chúa Sofia lúc đó đang làm Phụ chính, Gordon đang cầm đầu các sĩ quan nước ngoài phục vụ cho chế độ Phụ chính. Nhưng ông dẫn các sĩ quan nước ngoài gia nhập hàng ngũ của Pyotr, và đó là một trong những yếu tố dẫn đến sự thoái vị của Sofia. Từ đó, giữa Pyotr và Gordon nảy nở thêm mối quan hệ mật thiết.
Lẽ tự nhiên là Gordon – con người dũng cảm, đã đi qua nhiều nước, dày dạn kinh nghiệm chiến trường, trung thành và thận trọng – có thể thu hút Pyotr. Điều đáng ngạc nhiên là chàng thanh niên Pyotr ở tuổi 18 lại thu hút Gordon. Pyotr là Sa hoàng, chắc chắn rồi, nhưng Gordon đã phục vụ những Sa hoàng khác chỉ theo quan hệ bằng hữu. Tuy nhiên, trong con người của Pyotr, vị tướng già tìm thấy một anh học trò tinh thông và ngưỡng mộ ông. Với tư cách huấn luyện viên quân sự bán chính thức, ông dạy cho Pyotr mọi khía cạnh của chiến tranh. Trong 5 năm sau khi Sofia bị lật đổ, Gordon trở nên không chỉ là một tướng lĩnh đánh thuê, mà còn là một người bạn của Pyotr. Đối với Gordon, tình bạn với Pyotr là yếu tố quyết định. Bây giờ, vừa là bạn thân vừa là cố vấn cho vị quân vương trẻ, ông từ bỏ giấc mơ trở về quê nhà để sống những năm cuối đời.

## Ở Arkhangelsk
Vào năm 1694, khi Pyotr Đại đế đi Arkhangelsk lần thứ hai, Patrick Gordon được phong quân hàm đề đốc. Ông đi trêm một trong ba chiếc tàu của Pyotr hộ tống một đoàn thương thuyền đến nơi Biển Trắng mở rộng ra Bắc băng Dương. Đó là lần đầu tiên nước Nga có một hạm đội vượt đại dương, khởi đi từ cảng của Nga và trở về cảng của Nga, do tướng lĩnh hải quân Nga chỉ huy (Gordon là người nước ngoài nhưng mang quân hàm Nga và lĩnh lương của Nga).

## Chiến dịch đánh Azov 1695
Khi Pyotr Đại đế dẫn quân đi đánh Azov của Đế chế Ottoman năm 1695, Gordon là một trong ba sư đoàn trưởng; hai người kia là Francis Lefort và Fyodor Alekseyevich Golovin. Không ai được cử làm tư lệnh cả chiến dịch. Điều này gây ra sự chia rẽ trong cấp chỉ huy – càng ngày càng trầm trọng. Cả Lefort và Golovin đều bực bội với Gordon và liên kết với nhau để bác lại ý kiến của Gordon dù ông có nhiều kinh nghiệm chiến trường hơn. Pyotr cũng mất kiên nhẫn, cùng với Lefort và Golovin quyết định mở cuộc tấn công nhằm tràn ngập thị trấn địch, nhưng Gordon cho rằng cần phải đào đường hào đến gần tường thành hơn để bảo vệ binh lính trước cuộc tấn công. Ý kiến của ông bị gạt ra một bên, và cuộc tấn công thất bại như đã được dự báo. Trong số 4 trung đoàn, 1.500 binh sĩ tử trận cùng một số sĩ quan.
Gordon lại tham gia chiến dịch đánh Azov năm sau, và lần này quân Nga thắng trận, chiếm được Azov.

## Trấn áp Cấm vệ nổi loạn
Gordon góp công lớn trong việc trấn áp đám Cấm vệ nổi loạn năm 1697. Hai Lữ đoàn Cảnh vệ Hoàng gia Preobrazhenskoe và Semyonovsky nhận lệnh lên đường trong vòng một tiếng đồng hồ. Để ngăn chặn mọi mầm mống phản loạn có thể phát tán đến họ, lệnh truyền ra là kẻ nào từ chối đối đầu với quân tạo phản sẽ bị coi là tạo phản như nhau. Gordon đi giữa hàng quân, kêu gọi và khích lệ họ rằng không có gì vinh quang hơn khi chiến đấu chống lại bọn phản loạn để bảo vệ quân vương và đất nước. Thế là 4.000 quân trung thành lên đường ra khỏi thành phố đi về hướng tây, dẫn đầu là Aleksei Shein và Gordon, lúc này mang quân hàm đại tướng. Đại tá De Grage, sĩ quan pháo binh người Áo, điều động 25 khẩu pháo đi theo.
Cuộc đối đầu xảy ra cách Moskva gần 50 kílômét về hướng tây-bắc, gần tu viện nổi tiếng Tân Jerusalem của Giáo chủ Nikon. Hai bên giáp mặt nhau ngoài đồng trống. Có một dòng sông nhỏ chảy gần tu viện. Shein và Gordon bố trí quân dọc bờ đông, chặn đường tiến về Moskva. Chẳng bao lâu, những hàng dài Cấm vệ xuất hiện, và toán tiên phong sửa soạn vượt sông. Để tìm hiểu xem có cơ hội nào chấm dứt cuộc phản loạn một cách êm thấm hay không, Gordon đi xuống bờ sông để nói chuyện với binh sĩ phản loạn. Khi những Cấm vệ đầu tiên bước từ dưới nước lên, ông lấy tư cách là người lính già để khuyến dụ họ rằng trời đã gần tối và đường về Moskva còn xa, họ nên cắm trại bên kia bờ sông vì bên ấy có nhiều khoảng trống hơn. Họ có thể nghỉ qua đêm, rồi sáng hôm sau sẽ quyết định làm gì tiếp.
Nhóm Cấm vệ đã mỏi mệt và phân vân, không chuẩn bị tinh thần là sẽ chiến đấu trước khi về đến thủ đô, vì thế họ chấp nhận lời khuyên của Gordon mà hạ trại. Trong lúc Gordon đang tiếp xúc với Cấm vệ, binh sĩ của Shein lặng lẽ đào công sự bố phòng trên những vị trí cao bên bờ đông và De Grage bố trí các khẩu đại pháo từ trên cao, hướng nòng súng qua con sông, nhắm đến các vị trí của Cấm vệ ở bờ bên kia.
Bình minh ngày kế, sau khi an tâm thấy vị trí đội quân của ông đã được củng cố vững chắc theo cách có thể được, Gordon lại đi xuống bờ sông để nói chuyện với Cấm vệ. Lần này, họ đòi hỏi phải đọc các thỉnh nguyện của họ cho đội quân trung thành nghe. Gordon từ chối: nội dung thỉnh nguyện như thế thật ra là lời kêu gọi chống lại Sa hoàng bằng vũ lực và lời kết tội những bạn thân của Sa hoàng, đặc biệt là Lefort. Thay vào đó, Gordon giải thích về lòng khoan dung của Sa hoàng. Ông kêu gọi Cấm vệ quay bước một cách êm thấm, trở về với nhiệm vụ trấn giữ tiền đồn của họ, bởi vì hành động phản loạn sẽ không mang lại lợi ích gì cả. Ông hứa rằng nếu họ trình thỉnh nguyện một cách ôn hòa kèm với lời cam kết trung thành với Sa hoàng, ông sẽ đảm bảo thư thỉnh nguyện được đáp ứng và những hành động cho đến lúc này sẽ được tha thứ. Gordon đã thất bại. Ông dùng mọi ngôn từ hay nhất để thuyết phục, nhưng không thành công. Phe Cấm vệ trả lời rằng họ chỉ quay lại căn cứ của họ sau khi đã được thăm gia đình và lãnh phần lương còn thiếu.
Gordon báo cáo tự sự với Shein, rồi đi thuyết phục lần thứ ba với đề nghị sẽ trả lương và ân xá cho họ. Tuy nhiên, đến lúc này phe Cấm vệ đã trở nên mất kiên nhẫn và bồn chồn. Họ cảnh cáo Gordon – chỉ huy cũ của họ và cũng là người nước ngoài – rằng ông nên tránh ra nếu không sẽ ăn đạn. Họ hét lên rằng họ sẽ không nghe theo mệnh lệnh của ai hết, và nếu họ bị cản trở, họ sẽ mở đường bằng vũ lực. Giận dữ, Gordon báo cáo tự sự với Shein, và lực lượng trung thành chuẩn bị tác chiến.
Loạt đạn đầu là theo hiệu lệnh của Shein. Với tiếng gầm rít, những cuộn khói bốc lên từ các họng súng đại bác, nhưng không gây thiệt hại gì. Đại bác của De Grage chỉ bắn thuốc súng mà không bắn đạn thật; Shein đã hy vọng việc biểu dương hỏa lực như thế có thể khiến Cấm vệ hoảng sợ mà đầu hàng. Thay vào đó, loạt đại bác đầu tiên có tác dụng ngược lại. Nghe tiếng nổ của đạn pháo nhưng không thấy bên mình bị thiệt hại gì, Cấm vệ trở nên bạo dạn thêm vì nghĩ họ có thế mạnh hơn. Thế là, vừa đánh trống vừa giương cao cờ xí, họ kéo nhau vượt sông. Thấy tình hình như thế, Shein và Gordon ra lệnh cho De Grage khai hỏa thực sự. Đại bác lại gầm rít, lần này bắn đạn thật vào hàng ngũ của Cấm vệ. Tiếp tục từng loạt này qua loạt khác, 25 khẩu pháo của De Grage hướng nòng về phía đối diện, đạn pháo thi nhau rơi xuống hàng ngũ quân phản loạn. Trong vòng một giờ, trận chiến chấm dứt.
Sau khi nghe lời cung khai, Shein ông ra lệnh cho đao phủ thủ thi hành nhiệm vụ. Gordon phản đối lệnh xử tử, không phải để cứu lấy sinh mạng của người bị kết án, mà để muốn khai thác họ thêm sau này. Ông van nài với Shein vì đoán ý Pyotr Đại đế sẽ muốn đào sâu vào sự thực trong vụ việc. Nhưng Shein là người chỉ huy và nhất quyết cho rằng cần thi hành án tử hình để gây ấn tượng đúng mức với những binh sĩ Cấm vệ khác – và với cả đất nước – để mọi người đều biết số phận của kẻ phản loạn là như thế nào. Kết quả là 130 người bị hành quyết tại chỗ và số còn lại, gần 1.900, bị giải về Moskva trong xiềng xích.

## Qua đời
Gordon qua đời năm 1699. Tang lễ của ông được tổ chức theo nghi thức cấp nhà nước và được tất cả nhân vật quan trọng ở Moskva tham dự. Người Nga tự nguyện đến dự, vì sự tận tâm và công trạng của người lính già đối với ba Sa hoàng đều được mọi người đánh giá cao. Khi Gordon qua đời, Pyotr Đại đế có mặt bên giường bệnh, đẫm lệ mà vuốt mắt cho ông.
Chẳng bao lâu, Pyotr nhận ra sự mất mát cả về mặt chuyên nghiệp lẫn cá nhân sau cái chết của vị tướng già. Gordon là vị tướng tài ba nhất ở Nga, với kinh nghiệm dày dặn qua nhiều chiến dịch. Trong cuộc chiến sắp đến với Thụy Điển, ông đáng lẽ là tư lệnh và cố vấn đắc lực. Nếu ông còn sống, trận đại bại của quân Nga ở Narva – chỉ 12 tháng sau khi ông chết – hẳn sẽ không bao giờ xảy ra.